# Ferencz Károly (birkózó)
Ferencz Károly (Budapest, 1913. október 14. – Budapest, 1984. június 21.) olimpiai bronzérmes birkózó.
1931-től a BSzKRt SE (Budapest Székesfővárosi Közlekedési Részvénytársaság Sport Egyesület), illetve a Budapesti Előre birkózója volt. Szabad- és kötöttfogásban is versenyzett, 1933-tól tagja volt mindkét fogásnem magyar válogatottjának. A második világháború előtt a Dorogi AC csapatában is szerepelt. Nemzetközi versenyen egyetlen jelentős eredménye az 1948. évi olimpián elért harmadik helyezés. 1948-ban huszonkétszeres válogatottság és tizenegy magyar bajnoki cím megnyerése után visszavonult az aktív sportolástól. Nyugalomba vonulásáig a BSZKRT, illetve a BKV munkatársa volt.

## Sporteredményei
Könnyűsúly súlycsoportban:
- olimpiai 3. helyezett:
  - 1948, London: kötöttfogás
- tizenegyszeres magyar bajnok:
  - szabadfogás: 1935–1938, 1940–1942, 1945, 1946
  - kötöttfogás: 1936, 1939